# Главен сержант на поделение
Главният сержант на поделение е пряко подчинен на командира на поделението. Той организира дейността на главните сержанти от подразделенията и е пряк началник на всички сержанти и войници в поделението. Също така изпълнява методически и контролни функции по отношение на сержантския (старшинския от ВМС) и войнишкия (матроския) състав от поделението.